# Benjámin Gledura
Benjámin Gledura (ur. 4 lipca 1999) – węgierski szachista, arcymistrz od 2016 roku.

## Kariera szachowa
W styczniu 2019 roku startował w turnieju Tata Steel Challengers, zajmując drugie miejsce z wynikiem 8,5 pkt. W marcu brał udział w indywidualnych mistrzostwach Europy w szachach. Zajął 19. miejsce, zdobywając 7,5 pkt z 11, tym samym zakwalifikował się do mistrzostw świata w szachach w 2019 roku.
Najwyższy ranking w dotychczasowej karierze osiągnął 1 czerwca 2019 roku, z wynikiem 2654 punktów.